# Kúszó kérészek
A kúszó kérészek (Ephemerellidae), egy rovarcsalád, a kérészek (Ephemeroptera) rendjén belül. Világszerte elterjedt csoport, de a déli féltekén ritkák. Lárváik folyókban, patakokban, állóvizekben élnek, törmelék, iszap és vízi növények között.

Színezetük sárgásbarna vagy sötét, testük mérete 0,6-1,4 cm között van. Minden fajnak 3 potrohfüggeléke van.
A legtöbb faj nősténye egy csomóban rakja petéit a víz felszínére, melyek csak ez után különülnek el egymástól. Lárváik kúszó típusúak, többségük bomló szerves anyagokkal táplálkozik.

## Rendszerezésük
- Alcsalád: Ephemerellinae
  - Nemzetség: Ephemerellini
    - Nemek:
    - Adoranexa
    - Caudatella
    - Caurinella
    - Cincticostella
    - Drunella
    - Ephacerella
    - Ephemerella
    - Matriella
    - Notacanthella
    - Spinorea
    - Tsalia

  - Nemzetség:Hyrtanellini
    - Nemek:
    - Hyrtanella
    - Penelomax
    - Quatica
    - Serratella
    - Teloganopsis
    - Torleya
- Alcsalád:Timpanoginae
  -     - Nemek:
    - Attenella
    - Dannella
    - Dentatella
    - Eurylophella
    - Timpanoga